# Droga krajowa 97
Die Droga krajowa 97 (DK 97) ist eine 6,3 km lange Landesstraße in Polen.

## Verlauf
Die im Jahr 2014 eröffnete DK97 verbindet am Ostrand der Stadt Rzeszów die Anschlussstelle Rzeszów Wschód  der Autostrada A4 mit der Droga krajowa 94. Sie endet am Kreisverkehr rondo Pobitno.